# Braunschweig 89ers
Die Braunschweig 89ers sind ein Baseballclub aus Braunschweig im südöstlichen Niedersachsen. Sie sind eine Leistungssportabteilung des SV Lindenberg von 1949 e. V.

## Allgemeines
Von 2007 bis 2011 trug der Verein den Namen SUBWAY89ers. Der Name setzt sich aus dem Namen des Hauptsponsors (SUBWAY Medien GmbH bzw. Spot up Medien) und dem Gründungsjahr und ehemaligem Namen der ersten Braunschweiger Baseballmannschaft (Lindenberg 89ers) zusammen. In der Zeit von 2012 bis 2019 traten die Braunschweiger Baseballer dann unter dem Namen Spot Up 89ers auf.
Seit 2019 ist der Name Braunschweig 89ers, dieser setzt sich aus dem Namen der Heimatstadt und dem Gründungsjahr des ersten in Braunschweig spielenden Baseballclubs zusammen.

## Mannschaften
Die Braunschweig 89ers nehmen 2020 mit sechs Mannschaften am Ligabetrieb teil.
- 1. Herrenmannschaft: 2. Baseball-Bundesliga Nord
- 2. Herrenmannschaft: Verbandsliga Niedersachsen
- 3. Herrenmannschaft: Landesliga Niedersachsen
- Damen-Softball-Mannschaft als Spielgemeinschaft mit Hannover
- Jugendmannschaft als Spielgemeinschaft mit Hänigsen (Alter ab 13 Jahre)
- Schülermannschaft (Alter bis 12 Jahre)

## Geschichte
Seit 1989 wird in Braunschweig Baseball gespielt. Die erste offizielle Mannschaft waren die Hondelager Batbreakers, später Braunschweig Batbreakers. Im selben Jahr gründeten sich auch die Lindenberg 89ers. 1993 kamen die Lehre (später: Braunschweig) Storks hinzu.
1995 versuchte man, die Kräfte zu bündeln und die Braunschweig Explorers entstanden aus ehemaligen Spielern der Batbreakers und der ersten Mannschaft der 89ers. Die Dreiteilung der Braunschweiger Baseballlandschaft zwischen den Lindenberg 89ers, Braunschweig Storks und Braunschweig Explorers ließ bis Anfang der 2000er Jahre eine große Lokalrivalität entstehen, obwohl nur die beiden letztgenannten direkte Gegner im eigentlichen Ligabetrieb waren. Vor allem durch die Ausgliederung der gesamten Jugendabteilung der Braunschweig Explorers entstand im Jahr 1999 ein vierter Baseballverein, der ab der Saison 2000 erstmals als Braunschweig Cops am Ligabetrieb teilnahm und sein Heimfeld auf der Sportanlage beim Lünischteich/Prinzenpark hatte. Strukturelle Probleme, die ihre Ursache zumindest zum Teil in der zergliederten Braunschweiger Baseballszene hatten, machten ein Fortbestehen von vier parallel existierenden Baseballclubs immer schwieriger, so dass man sich im Jahr 2002 zur bis dahin größten Baseballfusion und der daraus resultierenden Neugründung der Braunschweig Knochenhauer entschied. Alleine der Name des Baseballclubs, Braunschweig Knochenhauer, welcher sich aus dem Namen des damaligen Hauptsponsors ergab, sorgten für Kontroversen im Niedersächsischen Baseball und musste schlussendlich auf einer Mitgliederversammlung des Niedersächsischen Base- und Softballverbands eigens erlaubt werden. Damals ein absolutes Novum, sollte das Tragen des Hauptsponsors im Clubnamen ab da eher die Regel als die Ausnahme werden.
Als Heimspielfeld wählte man das ehemalige 89ers-Field im Lindenberg. Im Jahr 2007 fusionierte dann auch mit den Braunschweig Cops der letzte noch eigenständige Baseballclub mit den nach Hauptsponsorenwechsel nun unter Braunschweig SUBWAY89ers antretenden Baseballern aus Braunschweigs Süden. Nach Auslaufen des Sponsorvertrages mit der SUBWAY GmbH wurde ab 2012 der neue Hauptsponsor die Spot Up GmbH. Daraus ergab sich ein erneuter Namenswechsel in Spot Up 89ers.
Seit der Saison 2019 treten Braunschweigs Baseballer wieder neutral unter dem Namen Braunschweig 89ers Base- und Softballclub an.

## Spielstätten
In Braunschweig wurde seit 1989 auf diversen Spielstätten oder Ballparks Baseball gespielt. In Hondelage und Lehre benutzte man die örtlichen Sportanlagen zusammen mit den Fußballvereinen. Seit Anfang der neunziger Jahre konnte im Lindenberg eine wenigstens in Teilen ausschließlich dem Baseball vorbehaltene Anlage errichtet werden (das Left- und Centerfield wurde weiterhin temporär zwischen den Fußballern und den Baseballern geteilt). Eine ähnliche Situation entstand ab 1995 mit dem Explorers-Field auf dem Gelände des ehemaligen Post SV, das im Right- und Centerfield leider ebenfalls zeitweise mit den Footballeren der Braunschweig Lions geteilt wurde. Das Anfang 2000 auf dem Gelände des Lünischteichs/Prinzenpark errichtete Cops-Field hatte vor allem unter der fehlenden Umzäunung zu leiden, die dafür sorgte, dass durch die Einbettung in eine Parklandschaft eine sportgerechte Pflege nahezu unmöglich war.

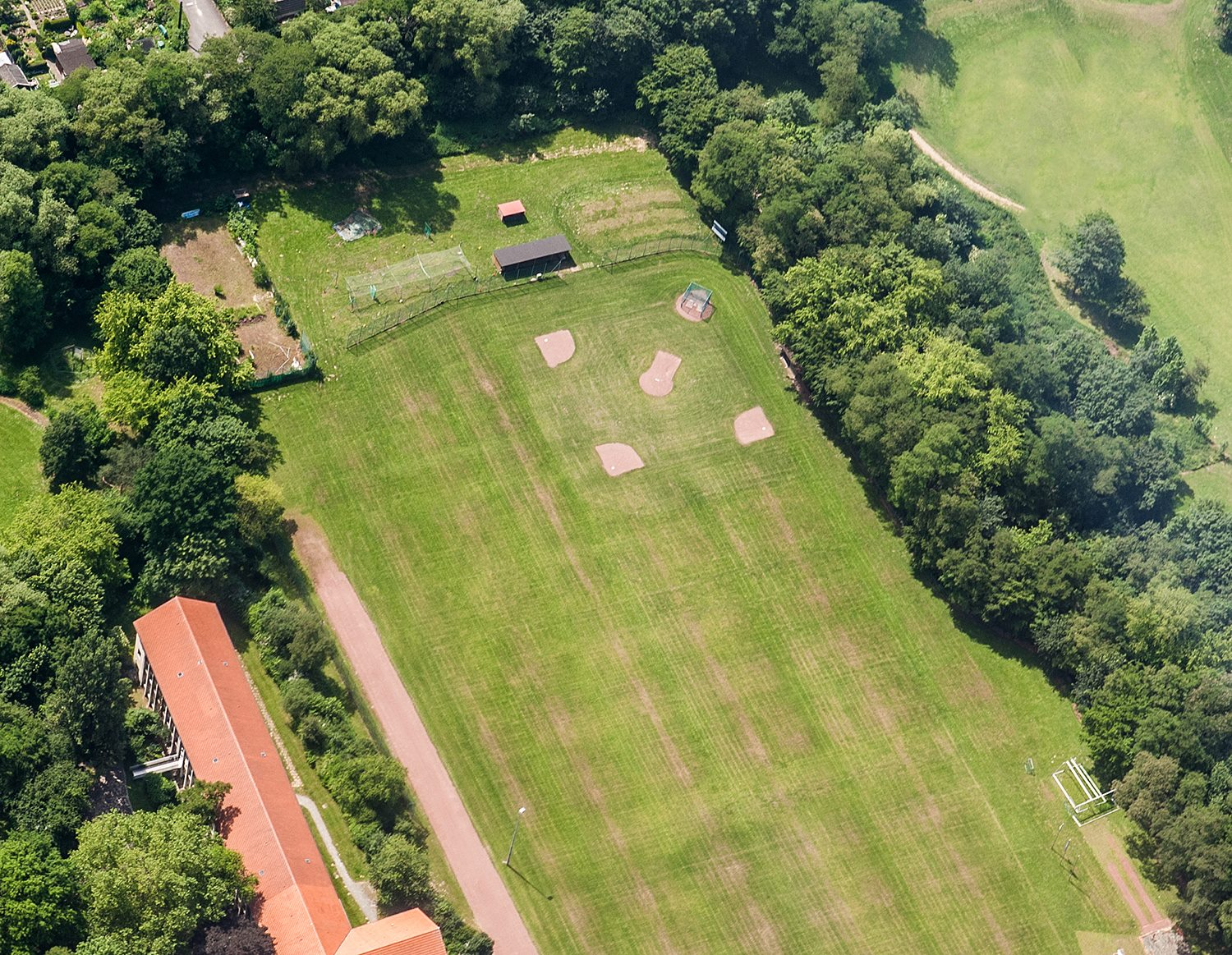
Baseball Field (2015)
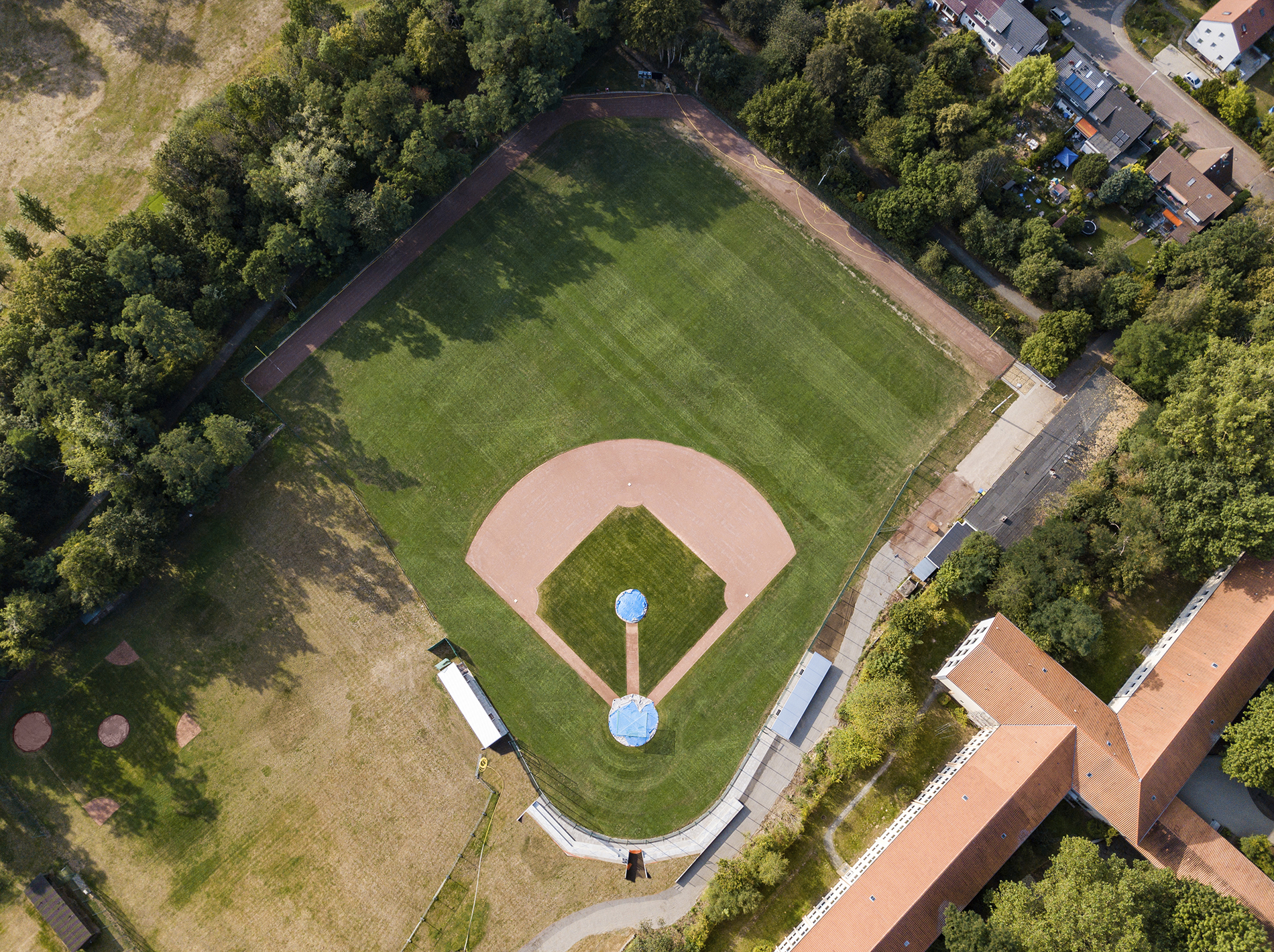
Baseball Field (2020)

### 89ers-Field Lindenberg
Das eigentliche Baseball-Field in Braunschweig ist und war das 89ers-Field im Lindenberg. Als Baseballanlage war es bereits seit über 30 Jahren in Benutzung und wurde in den Jahren 2009 und 2020 nahezu komplette durch Um- und Erweiterungsmaßnahmen verändert. Die vor 2009 im Wesentlichen nur aus einer rudimentären Zaunanlage mit einfachem Infield (Cut-Outs rund um die Bases) bestehende Anlage, wurde 2009 wettbewerbsgerecht zu einer den damaligen Kriterien der 2. Bundesliga entsprechenden Baseballanlage umgebaut. Das komplette Infield wurde 8 Meter versetzt und neu angelegt. Alle bestehenden Zaunanlagen wurden abgerissen und den Vorgaben entsprechen neu errichtet. Zuletzt wurde ein dreistufiger Naturwall als Tribüne mit einer Kapazität von 60 Zuschauern gebaut. Diese Anlage diente allen Mannschaften der Braunschweig 89ers bis 2019 als Heimspielfeld.
Durch verschärfte und veränderte Lizenzbedingungen bezüglich eines durch das Fehlen einer entsprechenden Anlage verhinderten Aufstiegs in die 1. Bundesliga, entschied die Stadt Braunschweig die Baseballanlage im Lindenberg im Jahr 2019/2020 umzugestalten. Das alte Feld wurde nicht erneut umgestaltet, sondern wurde zu einem Softball/Schülerfeld zurückgebaut. Neben diesem Feld wurde Platz für ein neues Baseballstadion, das jetzige 89ers-Field. Dieses wurde nach den Regel mit einer Tribüne mit einer Zuschauerkapazität von 150 festen Sitzplätzen, einem Diamond-Infield, einer im Centerfield installierte Anzeigetafel sowie einer Zaunanlage ausgestattet.

## Erfolge
- 2003: Niedersachsenmeister in der Verbandsliga Baseball
- 2006: Meister in der Regionalliga Nord-West / Aufstieg in die 2. Bundesliga Nord
- 2007: Pokalsieger im Pokal des Niedersächsischen Baseball- und Softball Verbandes
- 2008: Pokalsieger im Pokal des Niedersächsischen Baseball- und Softball Verbandes
- 2018: Meisterschaft in der 2. Bundesliga Nord-Ost
- 2019: Schüler-Meisterschaft in der Niedersächsischer Winterliga
- 2020: Schüler-Meisterschaft in der Niedersächsischer Winterliga